# Fontana del Sebeto

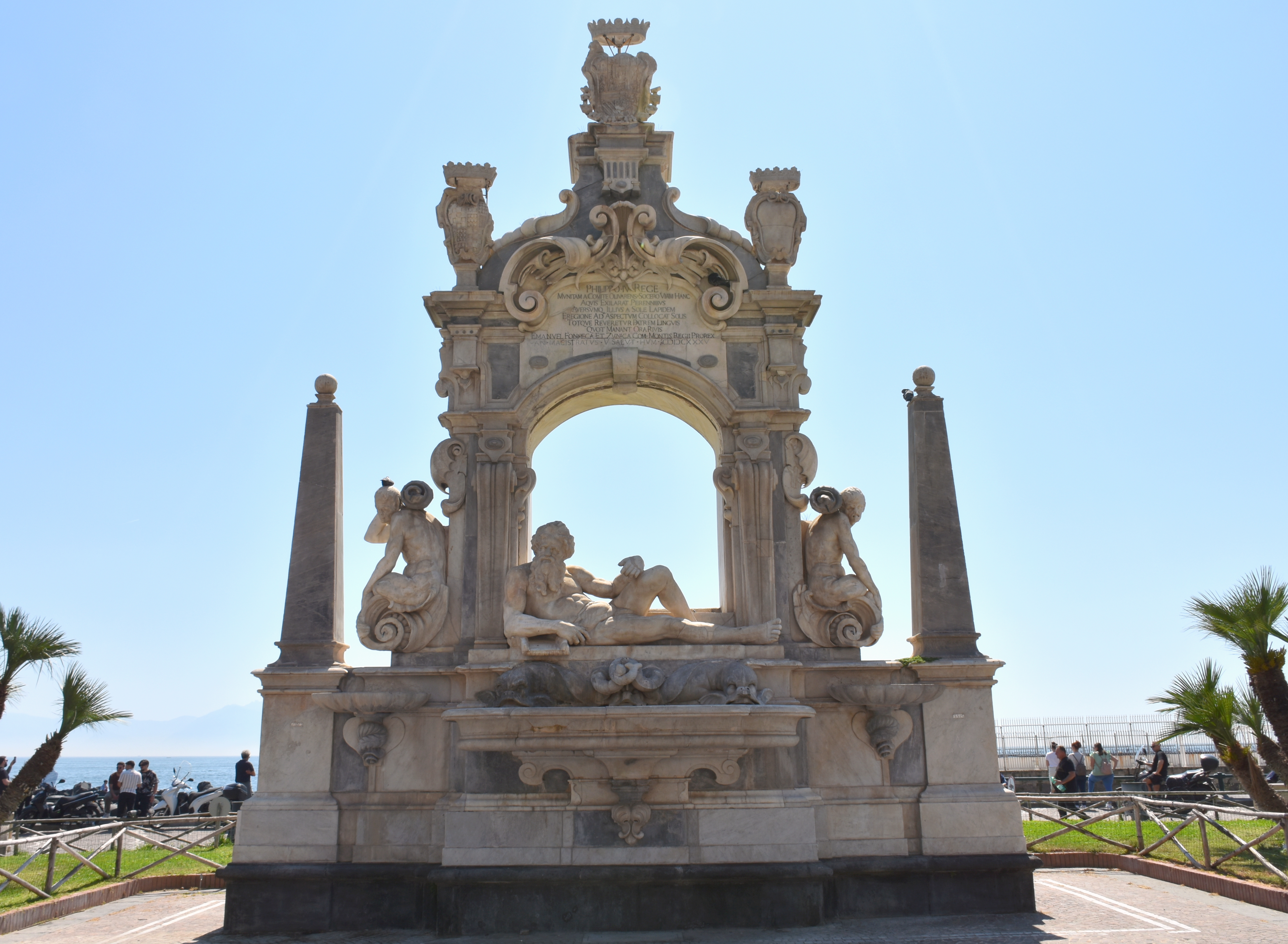
La fontana del Sebeto

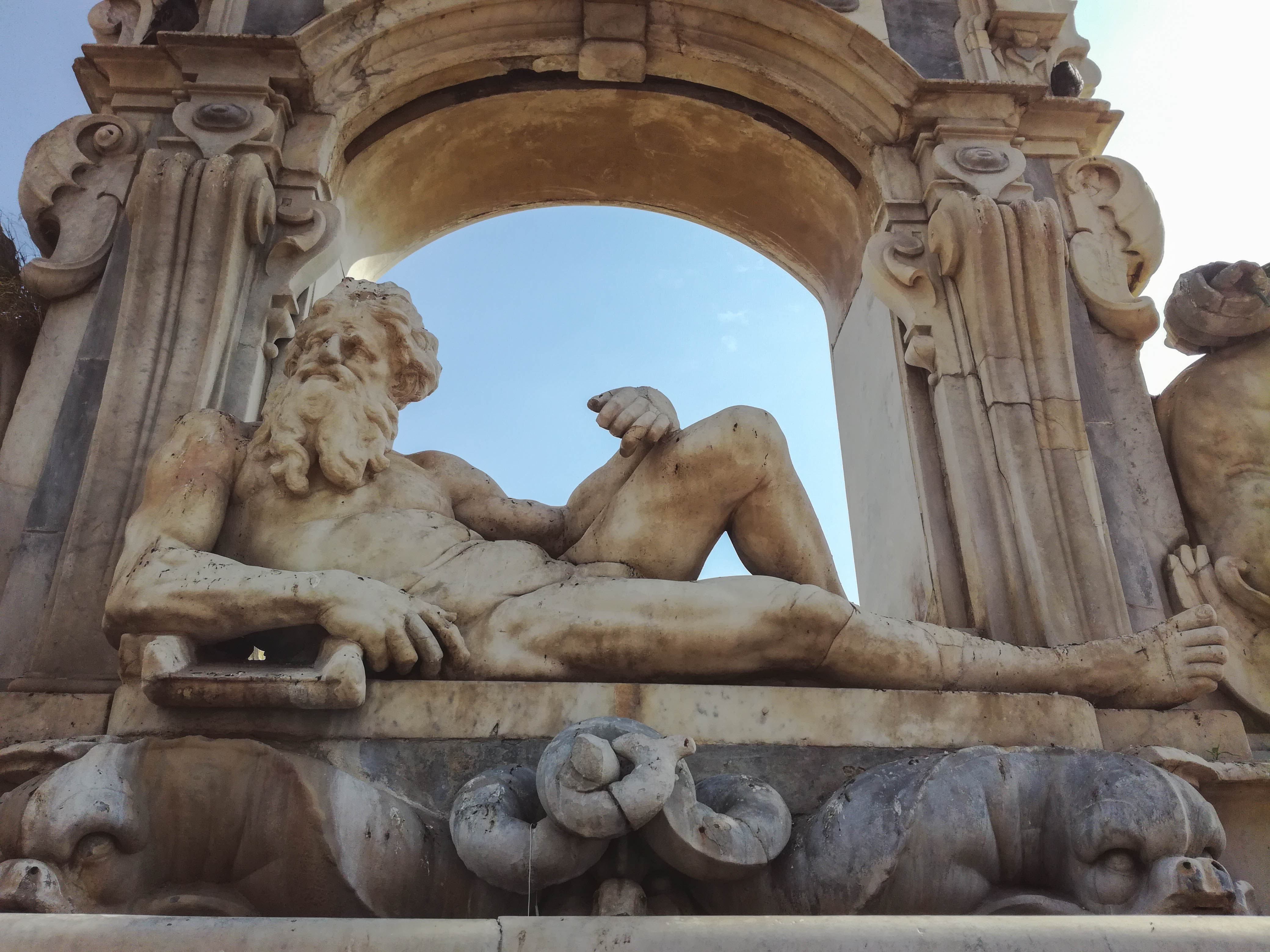
Particolare del vecchio simboleggiante il fiume Sebeto

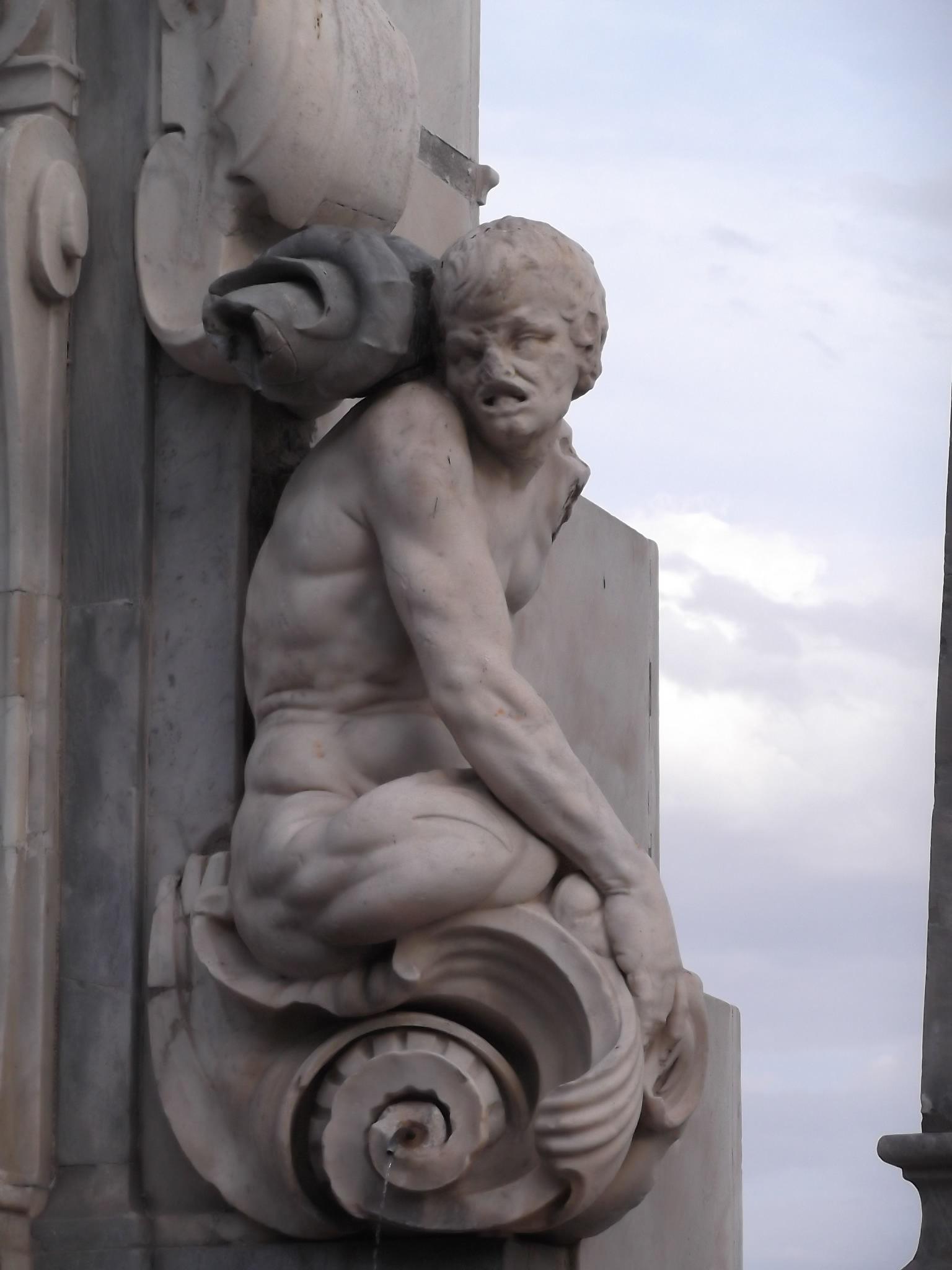
Particolare dei Tritoni

La fontana del Sebeto è una delle fontane monumentali di Napoli; si erge in largo Sermoneta, al termine di via Francesco Caracciolo.

## Storia
Fu costruita nel 1635 per volere del viceré Emanuele Zunica e Fonseca, su progetto di Cosimo Fanzago; l'esecuzione dei lavori fu invece affidata al figlio Carlo Fanzago.
La sua originaria collocazione era alla fine della strada Gusmana, detta in seguito salita del Gigante (oggi via Cesario Console), addossata ad un muraglione che affacciava sul sottostante arsenale e posizionata in modo tale da essere di fronte a via Santa Lucia.
Nell'anno 1900 la fontana fu smontata e solo nel 1939 fu ricomposta nell'attuale collocazione, dopo che negli anni trenta fu realizzata la colmata del tratto finale di via Caracciolo.
Nel 2022 la fontana è stata sottoposta ad interventi di restauro.

## Descrizione
La base della fontana è tutta in piperno; la parte superiore è composta da tre vasche in marmo, di cui la centrale è quella più grande ed aggettante. Su di questa si ergono due mostri marini dalle cui bocche sgorga l'acqua.
La scultura di rilievo è situata al centro ed è rappresentata da un vecchio ignudo, simboleggiante il fiume Sebeto, l'antico corso d'acqua che scorreva nel cuore della città.
I due tritoni ai lati della fontana hanno sulle proprie spalle delle buccine che gettano l'acqua nelle vasche laterali.
A completare la fontana vi è una lapide, sormontata dai tre stemmi del viceré, del Re di Spagna e della città di Napoli.